# ناتان غزه‌ای
ناتان غزه‌ای (عبری: נתן העזתי‎) (متولد اورشلیم،۱۶۴۳ – درگذشته صوفیه، ۱۶۸۰) نویسنده و تئوریسین یهودی اهل اورشلیم بود.  او پس از ازدواج راهی غزه شد و در آنجا به یکی از مشهورترین مبلغان شبتای زوی شد که مدعی بود مسیحای یهود است.